# Фронтенгаузен
Фронтенгаузен (нім. Frontenhausen) — громада в Німеччині, знаходиться в землі Баварія. Підпорядковується адміністративному округу Нижня Баварія. Входить до складу району Дінгольфінг-Ландау.
Площа — 86,00 км2. Населення становить 4678 ос. (станом на 31 грудня 2020).